# Corella inflata
Corella inflata is een zakpijpensoort uit de familie van de Corellidae. De wetenschappelijke naam van de soort werd in 1912 voor het eerst geldig gepubliceerd door Huntsman.

## Beschrijving
Corella inflata is een solitair levende zakpijp met een langwerpig-ovaal lichaam, dat wordt gevormd door een sterk vergrote atriale kamer, waardoor het een ruwweg kubusvormige vorm krijgt. Zijn lichaam is ongeveer twee keer zo lang als breed. Een tijdlang werd zijn identiteit verward met Corella willmeriana, maar in 1981 werden ze onderscheiden als twee aparte soorten. 

## Verspreiding
Het oorspronkelijke verspreidingsgebied omvat Alaska, Brits-Columbia en Puget Sound, Washington. Geïntroduceerde populaties zijn gemeld uit Coos Bay, Oregon, en Humbolt Bay en San Francisco Bay in Californië. De meest waarschijnlijke transportbron voor deze geïntroduceerde populaties is aangroei van schepen of boten.